# 이스라일 아르사마코프
이스라일 마고메드기리예비치 아르사마코프(러시아어: Исраил Магомедгиреевич Арсамаков, 1962년 2월 8일 ~ )는 소련의 역도 선수였다.
인구시인으로 그로즈니에서 역도를 시작한 아르사마코프는 1988년 하계 올림픽에서 라이트헤비급 부문의 금메달을 획득하였다.